# هاميش كارتر
هاميش كارتر (بالإنجليزية: Hamish Carter) (و. 1971  م) هو متسابق ثلاثي نيوزيلندي، ولد في أوكلاند، شارك في الألعاب الأولمبية الصيفية 2004، ودورة ألعاب الكومنولث 2002، وسباق ثلاثي في الألعاب الأولمبية الصيفية 2004 – رجال ‏، والألعاب الأولمبية الصيفية 2000، ودورة ألعاب الكومنولث 2006.

## التعليم
تعلم في مدرسة أوكلاند الثانوية.

## روابط خارجية
- هاميش كارتر على موقع اتحاد الترياتلون الدولي (الإنجليزية)
- هاميش كارتر على موقع IAT Triathlon Database (الإنجليزية)
- هاميش كارتر على موقع أوليمبيديا (الإنجليزية)
- هاميش كارتر على موقع اللجنة الأولمبية النيوزيلندية (الإنجليزية)
- هاميش كارتر على موقع اتحاد ألعاب الكومنولث (مؤرشف) (الإنجليزية)